# Африкан Фабий Максим
Африкан Фабий Максим (лат. Africanus Fabius Maximus) — древнеримский политик, консул 10 года до н. э.
Отцом Африкана был консул-суффект 45 года до н. э. Квинт Фабий Максим, умерший в последний день своего консульства. Старший брат Африкана Павел Фабий Максим был консулом в 11 году до н. э. Сестру звали Фабия Паулина.
Возможно, был трибуном в Испании. В 10 году до н. э. Африкан был назначен консулом с Юлом Антонием, сыном Марка Антония. Между 9 и 4 годами до н. э. (вероятно всего 6-5 годы до н. э.) он отбывал должность проконсула Африки. Кроме того, Африкан входил в коллегию септемвиров эпулонов. Возможно имел сына, Квинта Фабия Аллоброгицина Максима или дочь Фабию Нумантину.